# NRG FM
NRG FM fue una estación radial chilena, afiliada a Medios Regionales.

## Antiguas frecuencias
- 92.9 MHz (La Serena/Coquimbo); hoy Radio Universo.[1]
- 90.9 MHz (Vicuña); hoy Digital FM.
- 92.5 MHz (Quillota); no existe.
- 97.9 MHz (Los Andes/San Felipe); hoy Estilo FM.
- 106.1 MHz (Curicó); hoy Digital FM.
- 105.5 MHz (Gran Concepción); hoy Digital FM.
- 97.9 MHz (Temuco); hoy Radio Armonía.
- 99.3 MHz (Villarrica/Pucón); hoy Positiva Radio.
- 98.5 MHz (Valdivia); hoy Positiva Radio.
- 91.1 MHz (Osorno); hoy Radio Agricultura.
- 89.3 MHz (Puerto Montt); hoy Estilo FM.
- 103.7 MHz (Coyhaique); no existe.

## Eslóganes
- 2008-2010: Puro Dance